# Adam Matwiejewicz Wołk
Adam Matwiejewicz Wołk herbu Kościesza (zm. przed 30 lipca 1652 roku) – wojski starodubowski w latach 1636-1649, podstarości starodubowski w latach 1634-1635, spiżarny i korzenny Wielkiego Księstwa Litewskiego w 1634 roku, skarbnik starodubowski w latach 1634-1636, dworzanin Jego Królewskiej Mości.
Podpisał pacta conventa Jana II Kazimierza Wazy w 1648 roku.